# 马李胜
马李胜（1939年—），男，陕西清涧人，中华人民共和国政治人物，曾任西藏自治区人民政府副主席，中华人民共和国商业部副部长。